# Kakuryū Rikisaburō
Kakuryū Rikisaburō  (鶴竜 力三郎?), all'anagrafe Mangaljalavyn Anand (in lingua mongola: Мангалжалавын Ананд) (Provincia di Sùhbaatar, 10 agosto 1985) è un lottatore di sumo mongolo.
È stato membro della principale divisione di Makuuchi dal novembre 2006 e ha vinto nove premi speciali (Sanshō), sette dei quali per la tecnica. Ha raggiunto il terzo posto di Sekiwake più alto nel luglio 2009, e nel marzo 2012 ha ottenuto la promozione al secondo posto più alto di Ōzeki dopo essere arrivato secondo allo yokozuna Hakuhō Shō e accumulando un totale di 33 vittorie nei suoi precedenti tre tornei. Dopo aver segnato 14 vittorie contro una sconfitta in entrambi i primi due tornei del 2014, e rivendicato lo yūshō nel secondo, è stato promosso a Yokozuna. Ha vinto il suo secondo torneo da yokozuna, una vittoria nei playoff su Terunofuji Haruo a settembre 2015, e il terzo torneo nel novembre 2016. A causa di alcuni infortuni non è stato in grado di completare nessun torneo nel 2017, tornando invece a gareggiare nel 2018, vincendo il suo quarto e quinto campionato sia a marzo che a maggio.